# Gas Food Lodging
Gas Food Lodging è il secondo album dei Green on Red pubblicato nel 1985 per l'Enigma Records, vede l'entrata nella formazione del gruppo del chitarrista Chuck Prophet. 

## Il disco
Musicalmente il disco rappresenta una passaggio dal rock psichedelico dell'esordio verso un roots rock più legato alla tradizione country mentre i testi raccontano storie di emarginati, psicopatici, perdenti in genere durante il periodo del Reaganismo..
Il disco composto da tracce originali si conclude con una nota di speranza con la cover del famoso brano We Shall Overcome.

## Tracce[3]
Tutti i brani sono stati scritti dal gruppo tranne dove indicato
1. That's What Dreams Are For - 4:22
2. Black River - 2:43
3. Hair Of The Dog - 2:31
4. This I Know - 2:30
5. Fading Away - 4:35
6. Easy Way Out -  3:05
7. Sixteen Ways - 3:42
8. The Drifter - 2:35
9. Sea Of Cortez - 3:51
10. We Shall Overcome - 2:27 (Hamilton, Horton, Seeger)

### Edizione CD
1. Gas Food Lodging - 3:05

## Musicisti
- Dan Stuart - voce, chitarra
- Chuck Prophet - chitarra
- Chris Cacavas - organo Hammond, tastiere, chitarra
- Jack Waterson - basso
- Alex McNicol - batteria